# Andrea Levy Soler
Andrea Levy Soler (Barcelona, 3 de mayo de 1984) es una abogada y política española del Partido Popular. Desde junio de 2015 a julio de 2019 fue vicesecretaria de Estudios y Programas del Partido Popular y desde 2015 a 2019 fue diputada en el Parlamento de Cataluña por el Partido Popular de Cataluña. El 16 de junio de 2019 fue nombrada concejala de Cultura, Turismo y Deportes del Ayuntamiento de Madrid y portavoz del Grupo Municipal Popular. Además, de julio de 2019 a febrero de 2022, fue presidenta del Comité de Derechos y Garantías del Partido Popular así como miembro del Comité de Dirección Nacional. Es patrona del Teatro Real desde julio de 2019 y miembro de su Comisión Ejecutiva desde septiembre de 2020. Actualmente es la concejal-presidenta de la Junta Municipal del distrito de Retiro.

## Biografía
Hija única, creció en la plaza Bonanova de Barcelona. Es de ascendencia judía, aunque no es practicante.[cita requerida] Estudió en el Liceo Francés. Antes de empezar la universidad pasó unos meses en Londres donde, durante un trimestre, realizó un curso de dibujo en el Central Saint Martins.[cita requerida]
Regresó de Londres para estudiar relaciones institucionales y protocolo por la Escuela Internacional de Protocolo en Barcelona.
Trabajó dos años con una beca como técnica en el departamento de Agricultura de la Generalidad de Cataluña al frente del cual estaba Antoni Siurana. Fue en esa etapa, cuenta la propia Levy en varias entrevistas, cuando empezó a interesarse por la política. 
Cuando acabó relaciones institucionales, empezó a estudiar Derecho en la Universidad de Barcelona, donde creó el grupo de Nuevas Generaciones. Mientras estudiaba trabajó en el despacho de abogados de Roca Junyent y posteriormente como secretaria administrativa en la agencia de comunicación Tinkle. Tras licenciarse, en septiembre de 2011 trabajó en el despacho de abogados Uría Menéndez hasta 2013
Tras haber recibido críticas recurrentes relativas a la forma y contenido cuestionable de sus declaracionesque se remontan a 2015, en febrero de 2021 hizo público que padece fibromialgia, con el fin de desmentir las acusaciones respecto a la puesta en duda de su sobriedad.En 2020 publica, en la editorial La esfera de los libros, el libro de no-ficción La utilidad de todo este dolor, una autobiografía en el que narra sus vivencias como enferma y explora su vida política. En él confiesa: «mi relación más estable fue con los inhibidores de serotonina» y ser adicta a las benzodiacepinas.

## Trayectoria política

### Etapa en el PP catalán
Se afilió al Partido Popular de Cataluña en 2004.
En 2011 fue nombrada vicesecretaria de Comunicación de Nuevas Generaciones de Cataluña y en el mismo año vicesecretaria nacional de Relaciones Internacionales también de Nuevas Generaciones en el ámbito nacional. En este año, además de ser consejera del Distrito de Gracia de Barcelona, era vocal del Comité de Derechos y Garantías del PP y miembro de la Junta directiva del PPC.  También fue elegida como vicesecretaria de YEPP En 2012 a partir del XII Congreso del PP catalán se incorporó al equipo de Alicia Sánchez-Camacho en el Partido Popular de Cataluña como vicesecretaria de Estudios y Programas.
En 2013 dejó su trabajo como abogada para dedicarse de lleno a la política.
En las elecciones europeas de mayo de 2014 fue candidata por primera vez en unos comicios, en el puesto 39 de la lista del Partido Popular encabezada por Miguel Arias Cañete. En las elecciones al Parlamento de Cataluña de 2015 fue número dos de las listas del Partido Popular de Cataluña por la circunscripción de Barcelona y fue elegida diputada en el Parlamento de Cataluña.

### Trayectoria en el PP nacional
En junio de 2015, Levy da el salto a la política nacional de la mano de Mariano Rajoy, que la nombra vicesecretaria de Estudios y Programas del Partido Popular y la incorpora a la dirección del partido junto a otros jóvenes como Pablo Casado y Javier Maroto con el objetivo de, según analistas políticos, «renovar la cara y el discurso del partido». En algunos medios se la considera próxima a Jorge Moragas, director del Gabinete de Presidencia.

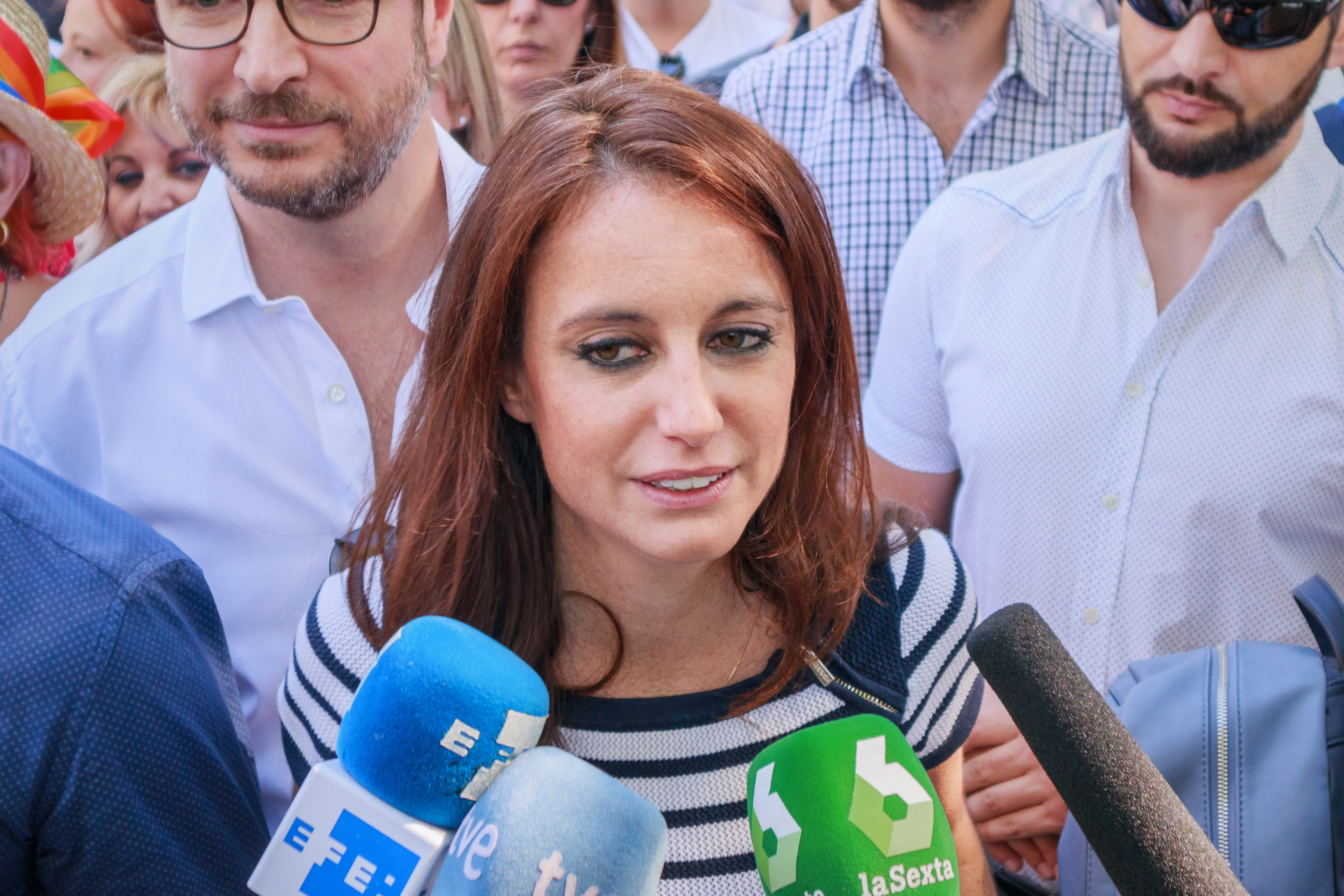
Andrea Levy Soler. Manifestación WorldPride en 2017 en Madrid

Tras la victoria del Partido Popular en las elecciones generales del 26 de junio de 2016, entró a formar parte del equipo negociador de esta formación para alcanzar un acuerdo de investidura con Ciudadanos.
Según algunos analistas Levy pertenece a la nueva generación de políticos «que se ha hecho mayor en los platós» como Pablo Iglesias y Ada Colau.[cita requerida] Desde 2013 ha sido colaboradora habitual de tertulias en programas como El Món a Rac 1, de Jordi Basté, 8 al Dia, de Josep Cuní, ha participado en debates de TV3 y ha sido colaboradora en la edición catalana de El Mundo. En sus intervenciones públicas se ha mostrado crítica con algunas posiciones de su partido y defensora de la igualdad.
Apoyó a Pablo Casado en las primarias del Partido Popular para presidir el partido tras la dimisión de Mariano Rajoy. Para ello, escribió un artículo en El País titulado “Reflexiones para una derecha renovada]”.
Casado la volvió a confirmar como vicesecretaria de Estudios y Programas en XIX Congreso Nacional Extraordinario del Partido Popular.
Levy se presentó como candidata en el número 6 de la lista del PP por Madrid para las elecciones generales de abril de 2019. Electa diputada, renunció no obstante a recoger el acta; desde su cuenta de Facebook explicó que renunciaba para así poder centrarse en las elecciones municipales de mayo en Madrid ese mismo año, a las que concurría como número 2 de la candidatura del PP.
El 30 de julio de 2019, fue nombrada Presidenta del Comité de Derechos y Garantías del Partido Popular. Además sigue formando parte del Comité de Dirección Nacional.
Interesada por la música y la cultura, también escribe mensualmente artículos en Telva y Vanity Fair y ha sido la primera política en activo en participar en el programa de televisión Pasapalabra. También ha sido concursante en el programa de Telecinco El Rival Más Débil.

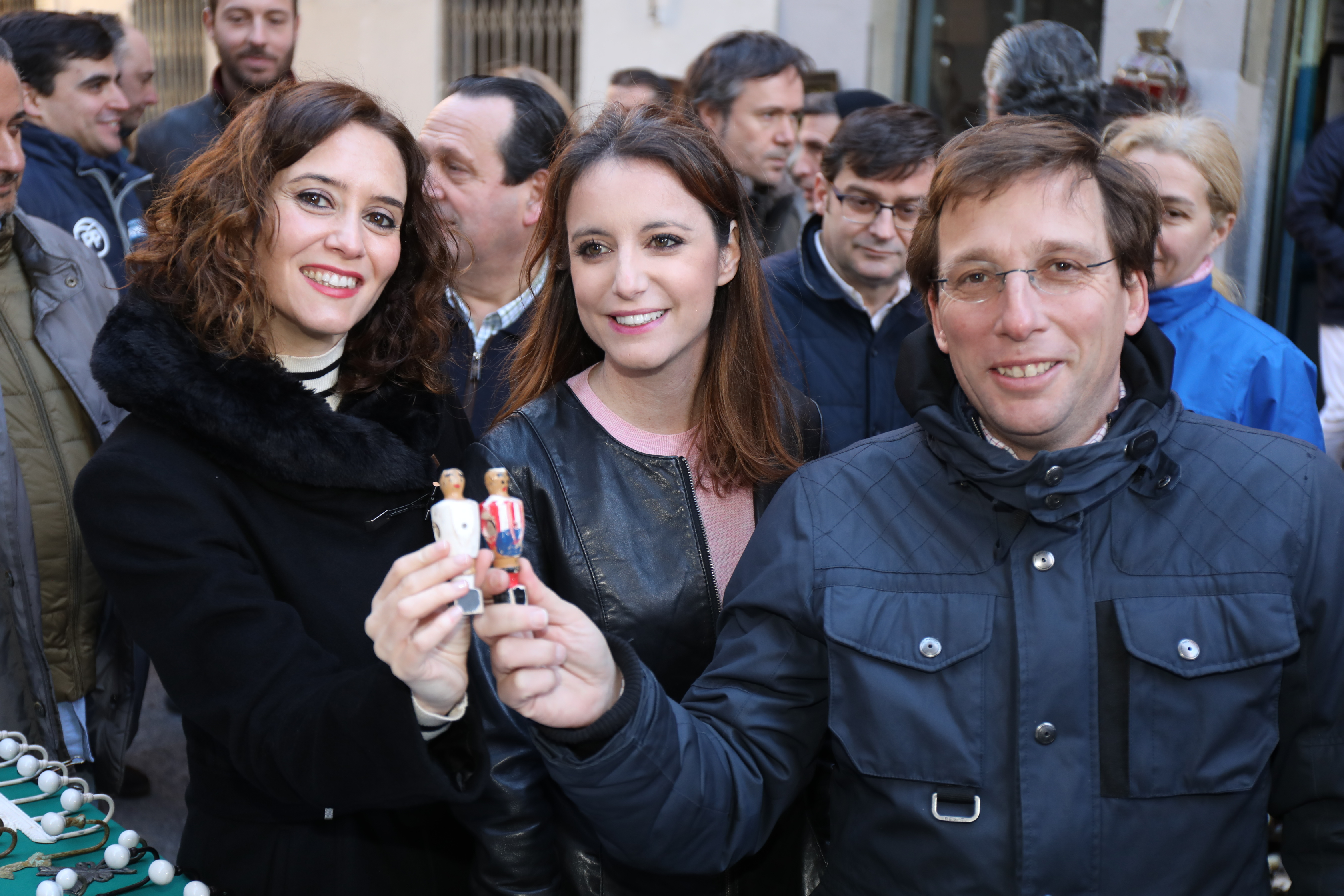
Isabel Díaz Ayuso junto a José Luis Martínez-Almeida y Andrea Levy Soler realizan un paseo por El Rastro de Madrid.

### Etapa en el Ayuntamiento de Madrid
Concejala de Cultura, Turismo y Deportes y portavoz del Grupo Municipal Popular desde 17 de junio de 2019.
Concejal-Presidente de la Junta Municipal del distrito de Retiro desde junio de 2023.
Siendo responsable de Cultura, Turismo y Deporte del Ayuntamiento de Madrid, la ciudad consigue su inscripción en la lista de Patrimonio Mundial de la Humanidad de la UNESCO.

## Trayectoria televisiva
- El programa de Ana Rosa en Telecinco
- La Sexta noche en LaSexta
- Ya es verano en Telecinco

## Publicaciones
Participó en 2018 con un ensayo en el libro La España de Abel de editorial Deusto con motivo del 40 aniversario de la Constitución Española.
Ha escrito el libro La utilidad de todo este dolor publicado en 2020 por la editorial La Esfera de los Libros.